# Anybody Killa
Anybody Killa, né James Lowery le 26 juillet 1973 à Détroit, dans le Michigan, est un rappeur et musicien américain. Son style musical s'inspire de sa culture amérindienne et de l'horrorcore.

## Biographie

### Jeunesse et débuts
James Lowery est né à Détroit de parents amérindiens de la tribu des Lumbees, et élevé dans les traditions de ses origines amérindiennes. Fils de pasteur, il apprend à jouer du piano, ce qui fait naître chez lui une nouvelle passion, la musique. Il participe à des concours de musique et de chant au sein de pow wow dans des écoles amérindiennes. Afin de mieux se faire connaître, il commence à organiser des mini concerts dans son garage à l'âge de quinze ans.
En 1995, Lowery forme un groupe nommé Krazy Klan avec son ami d'enfance Lavel. La même année, ils sortent leur premier album, Frustrationz, suivi de DevelopMENTAL en 1999, avant de se séparer la même année. Lowery change alors son nom pour celui de Native Funk et publie dans la foulée son premier album sous ce nom, Rain from the Sun en 2000, en version limitée.

### Arrivée à Psychopathic et Dark Lotus (2001–2005)
Lowery (Anybody Killa) signe en 2000 au label Psychopathic Records, et décide de changer de nom pour Anybody Killa. En 2001, il commence à tourner avec Blaze Ya Dead Homie pour ouvrir les concerts d'Insane Clown Posse avec Twiztid. Peu de temps après, en 2001, Lowery signe chez Psychopathic Records. À cette période, il peut enfin se faire connaître à Détroit, jouer à de nombreux événements majeurs, et faire paraître trois albums majeurs au label vendus à plus de 100 000 exemplaires.
En 2001, Anybody Killa rejoint Dark Lotus, un supergroupe signé chez Psychopathic Records, regroupant initialement Insane Clown Posse et Twiztid, puis agrandit avec l'arrivée de Blaze Ya Dead Homie, et de Marz pour un premier album intitulé Tales from the Lotus Pod, le 17 juillet 2001, ; L'album atteint la première place des Heatseekers, la 158e du Billboard 200, et la sixième des Top Independent Albums}. Cependant, à la suite d'une dispute avec ICP, Marz quitte le groupe et est remplacé par Anybody Killa qui s'occupera des nouvelles paroles en remplacement de celles de Marz. Une nouvelle version de Tales from the Lotus Pod est publié en 2002. Leur deuxième album, Black Rain, est publié le 6 avril 2004,, et atteint la 71e place du Billboard 200, ainsi que la troisième place des Top Independent Albums. Anybody Killa quitte par la suite le groupe et le label Psychopathic Records, et ne participe donc pas à l'enregistrement du troisième album intitulé The Opaque Brotherhood plus tard publié le 15 avril 2008 qui atteindra quatre fois les classements musicaux.

### Drive-By, albums solo, et départ de Psychopathic (2002–2006)
Anybody Killa et Blaze Ya Dead Homie forment leur propre groupe appelé Drive-By en 2002. La même année, ils composent la chanson Foo-Dang mise en ligne gratuitement sur Internet. Un an plus tard, Anybody Killa publie son premier album solo, Hatchet Warrior, chez Psychopathic Records le 8 avril 2003, produit par Mike Puwal, Fritz the Cat, Violent J, Eric Koder et Monoxide Child. Il comporte de nombreux featurings parmi lesquels ICP, Twiztid, Blaze Ya Dead Homie, Esham ou encore Zug Izland,. L'album parvient à atteindre les classements musicaux ; la 42e place des R&B Albums, la 98e du Billboard 200, et la quatrième des Top Independent Albums.
Anybody Killa publie son deuxième album solo, intitulé Dirty History, le 27 juillet 2004, produit par James Hicks, Fritz the Cat, Anybody Killa, Violent J et Brian Jones. L'album comporte des featurings d'ICP, Blaze Ya Dead Homie, Twiztid et Esham, et atteint à plusieurs reprises les classements musicaux. La même année, en 2004, Anybody Killa participe au troisième album des Psychopathic Rydas, Check Your Shit in Bitch!. En 2004, Anybody Killa rejoint le supergroupe Psychopathic Rydas sous le nom de Cell Block. Le 22 mars 2005, il publie l'EP et DVD Road Fools. Toujours en 2005, le groupe Drive-By publie l'album Pony Down ; l'album est réédité en 2008, sous le titre Pony Down [Prelude] avec deux chansons bonus Yellow Tape et By My Side.
En 2006, Anybody Killa réédite son premier album solo Native Funk, Rain from the Sun, sous le titre de Rattle Snake, incluant six titres supplémentaires. L'album est publié en juin 2006 sur son site web et suit d'une tournée Native Funk Tour. Pour Halloween la même année, Anybody Killa publie deux EPs intitulés Orange et Black, et pour Noël, il met en téléchargement gratuit sur Internet deux Holiday Jingles (Grandma's House got Robbed for a Case of Warm Beer et Holiday Hoe). Toujours en 2006, Anybody Killa quitte Psychopathic Records et les supergroupes du label pour des problèmes de contrat.

### Parcours indépendant et retour à Psychopathic (2006–2009)
Anybody Killa poursuit son chemin sous son propre label, Native World. Après son départ de Psychopathic Records, Anybody Killa rejoint les rappeurs Strict 9 et Venomiz pour l'album Detroit Warriors Strike 1 Mix publié la même année. Ils sont rejoints ensuite par Flagrant, AJAX, Lavel et d'autres pour l'album Detroit Warriors Strike 2 Mix en 2007. En 2007, il publie un nouvel album indépendant intitulé Devilish Orange Black 2007, et à l'occasion de Noël, il offre un CD[Lequel ?] deux titres comportant les chansons Jingle My Balls et Frosty the Dopeman.
Son apparition sur la scène principale du Gathering of the Juggalos en 2007 annonce son retour chez Psychopathic Records. Il signe à nouveau sur le label en 2008. Le 25 novembre 2008, Anybody Killa publie Mudface, son premier album depuis son retour sur Psychopathic Records. L'album est produit par Anybody Killa, Eric Davie, Leonard Contreras et Mitch E. Mitch, et contient peu de featurings. Boondox (My Neighboorhood), Blaze Ya Dead Homie (What U Want From Me), ICP (U Ain't No Killa) ainsi que Strict 9 et Venomiz, participent cependant à l'album. Mudface atteint la 43e place des Top Independent Albums. Le 22 juin 2008, Anybody Killah publie l'album Pony Down [Prelude] de Drive-By.

### Nouveaux albums et Tha Hav Knots (depuis 2010)
Anybody Killa publie l'album Medicine Bag le 19 octobre 2010. L’album sort en trois versions différentes qui contiennent chacune deux chansons inédites : version bleue (Hey Girl et Mental Evaluation), version rouge (Ghost of my Ex et Raven) et version verte (Peace Bag et Bang Yo Head). L'album est produit et composé notamment par Brian Kuma, et les titres bonus sont produits par Eric Davie ; l'album contient des featurings de Axe Murder Boyz, Blaze Ya Dead Homie et ICP. Medicine Bag atteint quatre fois les classements musicaux
Psycho Psypher est un projet annoncé par Violent J sur son compte Twitter en février 2011. Le Hatchet Herald du 1er avril 2011 précise le contenu du projet. Il s'agit de deux vidéos de Cypher : des freestyles avec des textes déjà préparés. Ces vidéos sont disponibles exclusivement sur iTunes. Psypher One video sort le 5 avril 2011. Elle regroupe les artistes Violent J, Jamie Madrox de Twiztid, Anybody Killa et Bootleg de The Dayton Family. Psypher Two Video sort le 19 avril 2011. Elle regroupe Shaggy 2 Dope, Monoxide Child de Twiztid, Blaze Ya Dead Homie, Boondox et Shoestring de The Dayton Family. Un troisième Cypher sort en décembre 2011. Il regroupe Violent J, Jamie Madrox, Cold 187 um, Blaze Ya Dead Homie, Anybody Killa, Monoxide Child, Shaggy 2 Dope et DJ Clay. Un quatrième Cypher sort en octobre 2012 et regroupe ICP, The R.O.C., Legz Diamond, Cold 187um, ABK, Blaze Ya Dead Homie, Doe Dubbla et Twiztid. Un nouvel EP de six titres de son groupe Drive-By, intitulé Back on da Block, est publié en 2013 pour le Drive-By Tour, produit par Fritz The Cat. Un autre EP de six titres intitulé RunTheseStreets sort en 2014 pour le Drive-By Tour.
Le 10 juin 2014, Anybody Killa publie son premier best-of intitulé The Perfection Collection. Son nouvel album intitulé Shape Shifter est publié le 26 août 2014. Pour le quatrième album intitulé The Mud, Water, Air, and Blood (2014) du groupe Dark Lotus, ABK est juste présent pour un featuring sur le titre Villainous.
Un projet appelé Tha Hav Knots est annoncé lors du Gathering of the Juggalos 2014. Il s'agit d'un groupe composé d'Anybody Killa et de Big Hoodoo. Durant le Family Fun Time Tour en décembre 2014, un single exclusif est disponible intitulé Happy Wicked Holiday et produite par DJ Groove. Un album serait en préparation. Ils sortent le single Happy Wicked Holiday la même année.

## Discographie

### Albums studio
- 2000 : Rain from the Sun (réédité en 2006)
- 2003 : Hatchet Warrior
- 2004 : Dirty History
- 2008 : Mudface
- 2010 : Medicine Bag
- 2014 : Shape Shifter. Sortie le 26 août 2014.

### EPs
- 2005 : Road Fools
- 2006 : Black Halloween 2006
- 2006 : Orange Halloween 2006
- 2006 : Holiday Jingles
- 2007 : Frosty the Dopeman
- 2007 : Devilish
- 2012 : Perception Vs. Reality
- 2013 : Don't Let Go

### Singles
- 2004 : Hey Y'all (sur l'album Dirty History)
- 2010 : Last Chance (sur l'album Medicine Bag)

### Chansons
- 2003 : I Hate Santa Clause
- 2003 : The Train (en téléchargement gratuit sur internet)
- Conquer (2004) (Psychopathics From Outer Space Part 2!, 2004) : Violent J, Esham et ABK.
- Warrior (2004) (Psychopathics From Outer Space Part 2!, 2004) : ABK.
- Demon Face (2004) (Psychopathics From Outer Space Part 2!, 2004) : ICP, Twiztid, ABK et Esham.
- Mr. Sesame Seed (2004) (Psychopathics From Outer Space Part 2!, 2004) : Violent J et ABK.
- Stayin' Alive (2004) (Psychopathics From Outer Space Part 2!, 2004) : ABK.
- Free Studio (2004) (Psychopathics From Outer Space Part 2!, 2004) : The Hatchet Family : ICP, Twiztid, Anybody Killa, Esham, Blaze Ya Dead Homie, Jumpsteady et Zug Izland. Voix additionnelles par The Rude Boy et Fritz The Cat.
- 2005 : Still Here (sur l'EP The Gathering of the Juggalos 2005 distribué aux Juggalos)
- 2006 : Holiday Jingles / Grandma's House Got Robbed for a Case of Warm Beeret Holiday Hoe
- 2007 : Frosty the Dopeman / Jingle My Balls
- 2007 : All Hallows Day (avec Ajax et Strict8 – en téléchargement gratuit sur internet pour Halloween)
- Walk Away (2008) (DJ Clay, Let'em Bleed The Mixxtape Vol.3, 2008) : Anybody Killa et DJ Clay.
- Kept Grindin (2008) (DJ Clay, Let'em Bleed The Mixxtape Vol.3, 2008) : ICP, Twiztid, Blaze Ya Dead Homie, Anybody Killa, Axe Murder Boyz, Boondox et DJ Clay.
- I'm Just Me (Remix) (2009) (DJ Clay, Let'em Bleed The Mixxtape Vol.4, 2009) : Anybody Killa et DJ Clay.
- 2010 : Kill Santa Man
- Warpaint (2010) (Book Of The Wicked The Mixxtape Chapter One, 2010) : ABK et DJ Clay.
- The Wicked Show (2010) (DJ Clay, Book Of The Wicked The Mixxtape Chapter Two, 2010) : DJ Clay et ABK. Guitare additionnelle par Willie E..
- Would You Die For Me (2010) (DJ Clay, Book Of The Wicked The Mixxtape Chapter One, 2010) : ABK et DJ Clay. Guitare additionnelle par Willie E..
- 2012 : Don’t Let Go (Chanson du single pour la nouvelle année 2013 - CD single également distribué gratuitement lors du Drive-By Tour en 2013 avec un single de Blaze Ya Dead Homie intitulé Let It Burn)
- 2013 : Let Me Be (2013) (DJ Clay, A World Upside Down The Mixxtape, 2013) : DJ Clay et ABK.

### Best-of
- 2014 : The Perfection Collection (2014). Sortie le 10 juin 2014.

### Avec Krazy Klan
- 1995 : Frustrationz (album studio)
- 1999 : DevelopMENTAL (album studio)
- 1995 : P.C.B. Productions Ethni-City Records Demo (démo)

### Avec Dark Lotus
- 2001 : Tales from the Lotus Pod (album studio)

### Avec Psychopathic Rydas
- 2004 : Check Your Shit in Bitch! (album studio)
- 2011 : EatShitNDie (album studio)
- 2004 : Limited Edition EP
- 2011 : Backdoor Ryda EP

### Avec Drive-By
- 2005 : Pony Down (Prelude) (réédité en 2008) (album studio)
- 2013 : Back on da Block : (EP vendu sur le Drive-By Tour de 2013)
- 2002 : Foo-Dang! (en téléchargement gratuit et sur l'album Hatchet Warrior)
- 2012 : Don’t Let Go (Chanson du single pour la nouvelle année 2013 - CD distribué gratuitement lors du Drive-By Tour en 2013 avec un single de Blaze Ya Dead Homie intitulé Let It Burn).
- 2013 : Ride Slown (2013) (DJ Clay, A World Upside Down The Mixxtape, 2013) : DJ Clay et Drive-By.

### Avec Native Funk
- 2000 : Rain from the Sun

### Featurings
- Kill Me (2003) (Anybody Killa, Hatchet Warrior, 2003) : Anybody Killa. Paroles écrites par Jamie Madrox.
- Sticky Icky Situation (2003) (Anybody Killa, Hatchet Warrior, 2003) : Anybody Killa, Blaze Ya Dead Homie, Violent J et Esham.
- Ya Neden's Haunted (2003) (Anybody Killa, Hatchet Warrior, 2003) : Anybody Killa, ICP et Esham. Paroles écrites par Violent J.
- Ghetto Neighbor (2003) (Anybody Killa, Hatchet Warrior, 2003) : Anybody Killa, Monoxide Child, Paris, Syn de Zug Izland.
- Come Out To Play (2003) (Anybody Killa, Hatchet Warrior, 2003) : Anybody Killa, Jamie Madrox, Esham et Violent J.
- Hated Me (2003) (Anybody Killa, Hatchet Warrior, 2003) : Anybody Killa, Violent J et Little Pig (batterie) de Zug Izland.
- Tools (2003) (Anybody Killa, Hatchet Warrior, 2003) : Anybody Killa et Blaze Ya Dead Homie.
- While You're Sleeping (2003) (Anybody Killa, Hatchet Warrior, 2003) : Anybody Killa et Blaze Ya Dead Homie.
- Hollowpoint (2003) (Anybody Killa, Hatchet Warrior, 2003) : Anybody Killa, Violent J et Syn de Zug Izland. Beat pris sur la chanson Tony Montana (album Dead Flowerz, 1996) d'Esham.
- Now You Know (2003) (Anybody Killa, Hatchet Warrior, 2003) : Anybody Killa et Shaggy 2 Dope. Cuts et scrachtes par Shaggy 2 Dope. Batterie par Little Pig de Zug Izland.
- Foo Dang (2002) (Anybody Killa, Hatchet Warrior, 2003) : Anybody Killa et Blaze Ya Dead Homie (Drive-By). Voix additionnelles par Dan Miller et Barry.
- In The City (2003) (Anybody Killa, Hatchet Warrior, 2003) : Anybody Killa et Zug Izland. Reprise de la chanson In The City (album The Long Run, 1979) de The Eagles.
- Intro (2004) (Anybody Killa, Dirty History, 2004) : Paroles d'Anybody Killa lues par James Hicks. Voix additionnelles par Esham et Ry-Ry.
- Bombs On You (2004) (Anybody Killa, Dirty History, 2004) : Anybody Killa. Scratches par Esham.
- Stick And Move (2004) (Anybody Killa, Dirty History, 2004) : Anybody Killa et Syn de Zug Izland. Scratches par Shaggy 2 Dope.
- Party At The Liquor Store (2004) (Anybody Killa, Dirty History, 2004) : Anybody Killa et Blaze Ya Dead Homie. Voix additionnelles par Violent J, James Hicks et Twiztid.
- Hey Yall (2004) (Anybody Killa, Dirty History, 2004) : Anybody Killa. Voix additionnelles par Violent Jet Syn de Zug Izland.
- Retaliate (2004) (Anybody Killa, Dirty History, 2004) : Anybody Killa et Twiztid. Scratches par Shaggy 2 Dope.
- Laugh At You (2004) (Anybody Killa, Dirty History, 2004) : Anybody Killa et Michelle Rapp.
- It Doesn't Matta (2004) (Anybody Killa, Dirty History, 2004) : Anybody Killa, Blaze Ya Dead Homie et Esham. Musique par Esham.
- Oh No (2004) (Anybody Killa, Dirty History, 2004) : Anybody Killa. Voix additionnelles par Violent J et James Hicks.
- Charlie Brown (2004) (Anybody Killa, Dirty History, 2004) : Anybody Killa et Velvet J.
- Can't Help It (2004) (Anybody Killa, Dirty History, 2004) : Anybody Killa. Voix additionnelles par James Hicks.
- 2 Whom This May Concern (2004) (Anybody Killa, Dirty History, 2004) : Anybody Killa. Voix additionnelles par Sabrina.
- Rage (2004) (Anybody Killa, Road Fools, 2005) : Anybody Killa et Lavel.
- Christine (2006) (Anybody Killa, Black Halloween 2006, 2006) : Anybody Killa, Strict 9 et Flagrant.
- All Hallows Day (2007) : Chanson mise en téléchargement libre sur internet pour Halloween. Anybody Killa, Ajax et Strict8.
- Grind 2 The Flow (2008) (Anybody Killa, Mudface, 2008) : Anybody Killa. Cuts par DJ Fillin.
- My Neighborhood (2008) (Anybody Killa, Mudface, 2008) : Anybody Killa, Boondox. Voix additionnelles par Strict9, Tina Mastrianni et Eric Davie.
- Mommy's Doin' Drugs (2008) (Anybody Killa, Mudface, 2008) : Anybody Killa. Voix additionnelles par Tina Mastrianni.
- What U Want From Me (2008) (Anybody Killa, Mudface, 2008) : Anybody Killa et Blaze Ya Dead Homie. Guitare par Mitch E..
- Thoughts Of Suicide (2008) (Anybody Killa, Mudface, 2008) : Anybody Killa et Strict9. Voix additionnelles par Tina Mastrianni.
- Let Them Outside (2008) (Anybody Killa, Mudface, 2008) : Anybody Killa. Voix additionnelles par Strict9 et Tina Mastrianni.
- Trail Of Tears (2008) (Anybody Killa, Mudface, 2008) : Anybody Killa. Voix additionnelles par Tina Mastrianni.
- U Ain't No Killa (2008) (Anybody Killa, Mudface, 2008) : Anybody Killa et Insane Clown Posse. Cuts par DJ Fillin. Extra Skits par Venomiz et Strict9.
- Racist (2008) (Anybody Killa, Mudface, 2008) : Anybody Killa. Cuts par DJ Fillin.
- Keep It Real (2008) (Anybody Killa, Mudface, 2008) : Anybody Killa. Voix additionnelles par Strict9 et Tina Mastrianni.
- Brace Yo Self (2010) (Anybody Killa, Medicine Bag, 2010) : Anybody Killa et Axe Murder Boyz.
- That Shit You On (2010) (Anybody Killa, Medicine Bag, 2010) : Anybody Killa et Blaze Ya Dead Homie.
- 2 Different Krazy's (1999) (Krazy Klan, DevelopMENTAL, 1999) : Lavel, Jaymo (ABK) et House Of Krazees.
- Down 4 Whatever (2000) (Lavel,  6 min 6 s Realist , 2000) : Lavel et Jaymo (ABK).
- Clinton  (2000) (Lavel,  6 min 6 s Realist , 2000) : Lavel et Jaymo (ABK).
- Swallow My Goo (?) (Lavel, Attack of the Klones The Klone Collection vol. 1, 2002) : Lavel, Jaymo (ABK), Dago et Strict 9.
- Where Itz Goin Down (2000) (Twiztid, FreakShow, 2000) : Twiztid, Three 6 Mafia, Blaze Ya Dead Homie et Anybody Killa.
- Maniac Killa (2000) (Twiztid, FreakShow, 2000) : Twiztid, ICP, Blaze Ya Dead Homie et Vampiro, production et scratching par Shaggy 2 Dope.
- Children Of The Wasteland (2001) (Hallowicked 2001) : Un cd 3 titres est distribué aux Juggalos. Il contient un morceau d'ICP intitulé Every Halloween (2001), un morceau de Blaze Ya Dead Homie avec Anybody Killa intitulé Children of the Wasteland (2001) et un morceau de Twiztid intitulé Waited Til Halloween (2001).
- Drunken Ninja Master (2001) (Twiztid, Cryptic Collection Volume 2, 2001) : Twiztid, ICP, Anybody Killa, Blaze Ya Dead Homie (Dark Lotus); beat par Shaggy 2 Dope.
- Grave Ain't No Place (2001) (Blaze Ya Dead Homie, 1 Less G In The Hood, 2001) : Blaze Ya Dead Homie, Monoxide Child et Anybody Killa.
- Nasty (2001) (Blaze Ya Dead Homie, 1 Less G In The Hood, 2001) : Blaze Ya Dead Homie, Jamie Madrox, Anybody Killa et Violent J. Chanson produite par Violent J et M. Puwal.
- Str8 Outa Detroit (2001) (Blaze Ya Dead Homie, 1 Less G In The Hood, 2001) : Blaze Ya Dead Homie, Violent J, Anybody Killa et Anybody Killa.
- Hood Ratz (2001) (Blaze Ya Dead Homie, 1 Less G In The Hood, 2001) : Blaze Ya Dead Homie, Jamie Madrox et Anybody Killa.
- U Can't Hurt Me Now (2001) (Blaze Ya Dead Homie, 1 Less G In The Hood, 2001) : Blaze Ya Dead Homie, Jamie Madrox, Anybody Killa, Pickles et M. Puwal.
- Thug 4 Life (2001) (Blaze Ya Dead Homie, 1 Less G In The Hood, 2001) : Blaze Ya Dead Homie, Jamie Madrox et Anybody Killa.
- Hatchet Execution (2001) (Blaze Ya Dead Homie, 1 Less G In The Hood, 2001) : Blaze Ya Dead Homie, Anybody Killa, ICP, Twiztid et Syn de Zug Izland.
- Juggalo Party (2002) (Twiztid, Cryptic Collection 2, 2002) : Twiztid, Blaze Ya Dead Homie et Anybody Killa. 1re chanson de Twiztid pour l'Hallowicked présente sur un cd 8 titres distribué le soir de l'Hallowicked 2000.
- Everybody Diez (2002) (Twiztid, The Green Book, 2002) : Twiztid, Anybody Killa et Bushwick Bill.
- Pimples On Ya Pumkin (2003) (Twiztid, Fright Fest 2003, 2003) : Twiztid, Blaze Ya Dead Homie, Anybody Killa et The R.O.C..
- Sweet Tooth (2003) (Twiztid, Fright Fest 2003, 2003) : Twiztid, Anybody Killa, Blaze Ya Dead Homie, JD Tha Weedman et The R.O.C..
- Wake Up (2003) (Twiztid, Fright Fest 2003, 2003) : Twiztid, Blaze Ya Dead Homie, Anybody Killa et The R.O.C..
- High Halloween (2003) (Twiztid, Fright Fest 2003, 2003) : Twiztid, Anybody Killa et Blaze Ya Dead Homie.
- Executive Squad (2003) (T-Rock, Defcon 1 : Lyrical Warfare, 2003) : T-Rock et Anybody Killa.
- Listen (2004) (Twiztid, Cryptic Collection Volume 3, 2004) : Twiztid et Anybody Killa.
- Bump This Shhh (2004) (Blaze Ya Dead Homie, Colton Grundy, 2004) : Blaze Ya Dead Homie et Jamie Madrox. Paroles additionnelles par The R.O.C., Lavel, JD Tha Weed Man et Anybody Killa.
- Shotgun (2004) (Blaze Ya Dead Homie, Colton Grundy, 2004) : Blaze Ya Dead Homie, Anybody Killa, Jamie Madrox et Esham. Paroles additionnelles par Violent J et Jamie Madrox.
- Stick Ya Hands Up (2004) (Blaze Ya Dead Homie Colton Grundy, 2004) : Interprétée par Blaze Ya Dead Homie et Anybody Killa. Paroles additionnelles par Violent J et Monoxide child.
- 2 Many Bitches (2004) (Blaze Ya Dead Homie, Colton Grundy, 2004) : Blaze Ya Dead Homie, Anybody Killa  et Breed.
- Shoe Fitz (2004) (Monoxide Child, Chainsmoker LP, 2004) : Monoxide Child, Anybody Killa et J. Evelyn.
- Evil (2004) (Monoxide Child, Chainsmoker LP, 2004) : Monoxide Child, Jamie Madrox et Anybody Killa.
- Conquer (2004) (Psychopathics From Outer Space Part 2!, 2004) : Violent J, Esham et ABK.
- Demon Face (2004) (Psychopathics From Outer Space Part 2!, 2004) : ICP, Twiztid, ABK et Esham.
- Mr. Sesame Seed (2004) (Psychopathics From Outer Space Part 2!, 2004) : Violent J et ABK.
- Free Studio (2004) (Psychopathics From Outer Space Part 2!, 2004) : The Hatchet Family : ICP, Twiztid, Anybody Killa, Esham, Blaze Ya Dead Homie, Jumpsteady et Zug Izland. Voix additionnelles par The Rude Boy et Fritz The Cat.
- Murder Cloak '2004) (sur le CD distribué aux Juggalos pour l'Hallowicked 2004 : ICP featuring Anybody Killa, morceau produit par Esham)
- This High (Remix) (Drive-By, Pony Down [Prelude], 2005) : Drive-By (Blaze Ya Dead Homie et Anybody Killa), Violent J, Lavel et Esham.
- Fuck You (2005) (Twiztid, Man's Myth vol.1, 2005) : Twiztid, Blaze Ya Dead Homie, Lavel et Anybody Killa.
- Bonus Flavor (2005) (Twiztid, Man's Myth vol.1, 2005) : Twiztid, ICP, Blaze Ya Dead Homie, Anybody Killa, The ROC, Esham. Reprise de la chanson I Got 5 On It de Luniz avec Michael Marshall (1995).
- Rockstar (2006) (Lavel, Lavel's Street Music (Diamond Cutz Vol. 1 Mixtape), 2006) : Lavel, Esham et Anybody Killa. Reprise du beat et du refrain de Rap Superstar de Cypress Hill.
- The Industry (2006) (ClaAs, Celebrity Death, 2006) : ClaAs, Grewsum et Anybody Killa.
- Let Me Go (2006) :Violent J, Anybody Killa et Breed. Chanson diffusée sur WFuckOffRadio le 9 novembre 2010 mais finalement non mise sur album.
- By Any Means (2007) (Ajax, Out of Body/Out of Mind EP, 2007) : Ajax et Anybody Killa.
- Kept Grindin (2008) (DJ Clay, Let'em Bleed The Mixxtape Vol.3, 2008) : ICP, Twiztid, Blaze Ya Dead Homie, Anybody Killa, Axe Murder Boyz, Boondox et DJ Clay.
- Monster Inside (2010) (Blaze Ya Dead Homie, Gang Rags, 2010) : Blaze Ya Dead Homie, Anybody Killa et Mike E. Clark.
- Party (2010) (Gang Rags, 2010) : Blaze Ya Dead Homie, Anybody Killa et Mike E. Clark.
- 3 Evil Wizards (2010) (Gang Rags, 2010) : Blaze Ya Dead Homie, Violent J et Anybody Killa.
- Rules 2 Tha Game (2010) (Gang Rags (Extended Version (Uncut + Uncensored), 2010) : Blaze Ya Dead Homie et Anybody Killa.
- Psypher One video (2011) (Psycho Psypher, 2011) : Violent J d'ICP, Jamie Madrox de Twiztid, Anybody Killa et Bootleg de The Dayton Family.
- Psycho Three Video (2011) (Psycho Psypher, 2011) : Violent J, Jamie Madrox, Cold 187um, Blaze Ya Dead Homie, Anybody Killa, Monoxide Child, Shaggy 2 Dope et DJ Clay.
- Prelude (2012) (ICP, The Mighty Death Pop, The Red Pop : Covered, smothered & Chunked, 2012) : ICP, Blaze Ya Dead Homie, DJ Clay, Anybody Killa, Jumpsteady, Cold 187um et Twiztid.
- Mind Playin' Tricks On Me (2012) (reprise du titre de Geto Boys) (ICP, The Mighty Death Pop, The Red Pop : Covered, smothered & Chunked, 2012) : ICP, ABK et Lil Wyte.
- 2012 : Psycho Four Video (Psycho Psypher, 2012) : ICP, The R.O.C., Legz Diamond, Cold 187um, ABK, Blaze Ya Dead Homie, Doe Dubbla et Twiztid.
- Bleed (2014) (The Garcia Brothers, 2014) : Axe Murder Boyz et Anybody Killa.
- Monstrosity (Mike E Clark Mix) (2014) (Twiztid, For The Fam volume 2, 2014) : House Of Krazees, Anybody Killa et Aqualeo.'
- Birthday Bitches (2002) (The Wraith : Shangri-La, 2002) : ICP et Anybody Killa.
- Blaaam !!! (2002) (The Wraith : Shangri-La, 2002) : ICP, Anybody Killa et Zug Izland (Lil' Pig).
- It Rains Diamonds (2002) (The Wraith : Shangri-La, 2002) : ICP, Anybody Killa et Jumpsteady.
- Hell's Forecast (2002) (The Wraith : Shangri-La, 2002) : ICP, Anybody Killa, Twiztid et Zug Izland (Syn et Lil' Pig).
- Juggalo Homies (2002) (The Wraith : Shangri-La, 2002) : ICP, Anybody Killa et Twiztid.
- Ain't Yo Bidness (2002) (The Wraith : Shangri-La, 2002) : ICP, Anybody Killa et Zug Izland (Syn).
- We Belong (2002) (The Wraith : Shangri-La, 2002) : ICP et Anybody Killa.
- The Unveiling (2002) (The Wraith : Shangri-La, 2002) : ICP, Zug Izland (Lil' Pig et Syn), Anybody Killa, Legs Diamond.
- The Wizard's Palace (2003) (Violent J, Wizard Of The Wood, 2003) : Violent J, Shaggy 2 Dope, Twiztid et Anybody Killa.
- Murda Cloak (2004) (Forgotten Freshness vol 4, Hallowicked Compilation, 2005) : ICP et Anybody Killa. Chanson enregistrée et mixée par Esham pour l'Hallowicked 2004.
- Owl Face Hoe (2006) (Shaggy 2 Dope, F.T.F.O., 2006) : Shaggy 2 Dope, Annette Utsler et Anybody Killa.
- Prelude (2012) (ICP, The Mighty Death Pop, The Red Pop : Covered, smothered & Chunked, 2012) : ICP, Blaze Ya Dead Homie, DJ Clay, Anybody Killa, Jumpsteady, Cold 187um et Twiztid.
- Mind Playin' Tricks On Me (2012) (reprise du titre de Geto Boys) (ICP, The Mighty Death Pop, The Red Pop : Covered, smothered & Chunked, 2012) : ICP, ABK et Lil' Wyte.
- Album Hatchet Warrior (2003) d'Anybody Killa : Musiques coproduites et mixées par Violent J.
- Sticky Icky Situation (2003) (Anybody Killa, Hatchet Warrior, 2003) : Anybody Killa, Blaze Ya Dead Homie, Violent J et Esham.
- Ya Neden's Haunted (2003) (Anybody Killa, Hatchet Warrior, 2003) : Anybody Killa, ICP et Esham. Paroles écrites par Violent J.
- Ghetto Neighbor (2003) (Anybody Killa, Hatchet Warrior, 2003) : Anybody Killa, Monoxide Child, Paris, Syn de Zug Izland.
- Come Out To Play (2003) (Anybody Killa, Hatchet Warrior, 2003) : Anybody Killa, Jamie Madrox, Esham et Violent J.
- Hated Me (2003) (Anybody Killa, Hatchet Warrior, 2003) : Anybody Killa, Violent J et Little Pig (batterie) de Zug Izland.
- Hollowpoint (2003) (Anybody Killa, Hatchet Warrior, 2003) : Anybody Killa, Violent J et Syn de Zug Izland. Beat pris sur la chanson Tony Montana (album Dead Flowerz, 1996) d'Esham.
- Now You Know (2003) (Anybody Killa, Hatchet Warrior, 2003) : Anybody Killa et Shaggy 2 Dope. Cuts et scrachtes par Shaggy 2 Dope. Batterie par Little Pig de Zug Izland.
- Gang Related (2003) (Anybody Killa, Hatchet Warrior, 2003) : Anybody Killa et Violent J.
- Album Dirty History (2004) d'Anybody Killa : Musiques coproduites et mixées par Violent J.
- Stick And Move (2004) (Anybody Killa, Dirty History, 2004) : Anybody Killa et Syn de Zug Izland. Scratches par Shaggy 2 Dope.
- Down Here (2004) (Anybody Killa, Dirty History, 2004) : Anybody Killa et Violent J.
- Gimmie Ah Beat (2004) (Anybody Killa, Dirty History, 2004) : Anybody Killa. Scratches par Shaggy 2 Dope.
- Party At The Liquor Store (2004) (Anybody Killa, Dirty History, 2004) : Anybody Killa et Blaze Ya Dead Homie. Voix additionnelles par Violent J, James Hicks et Twiztid.
- Hey Yall (2004) (Anybody Killa, Dirty History, 2004) : Anybody Killa. Voix additionnelles par Violent Jet Syn de Zug Izland.
- Retaliate (2004) (Anybody Killa, Dirty History, 2004) : Anybody Killa et Twiztid. Scratches par Shaggy 2 Dope.
- Nevehoe (2004) (Anybody Killa, Dirty History, 2004) : Anybody Killa et Shaggy 2 Dope.
- Oh No (2004) (Anybody Killa, Dirty History, 2004) : Anybody Killa. Voix additionnelles par Violent J et James Hicks.
- Put My Life On It (2004) (Anybody Killa, Dirty History, 2004) : Anybody Killa et Violent J.
- U Ain't No Killa (2008) (Anybody Killa, Mudface, 2008) : Anybody Killa et Insane Clown Posse. Cuts par DJ Fillin. Extra Skits par Venomiz et Strict9.
- Keep It Wicked (2008) (Anybody Killa, Medicine Bag, 2010) : Anybody Killa et ICP.
- The Train (2003) : Anybody Killa et Violent J. Cette chanson était en téléchargement gratuit sur le site internet officiel d'ICP.
- I Hate Santa Clawns (2003) : Anybody Killa et ICP. Cette chanson était en téléchargement gratuit sur le site internet officiel d'ICP comme single de Noël.
- Conquer (2004) (Psychopathics From Outer Space Part 2, 2004) : ICP, Anybody Killa et Esham.
- Demon Faces (2004) (Psychopathics From Outer Space Part 2, 2004) : ICP, Twiztid, Anybody Killa et Esham. Chanson produite et mixée par ICP, Esham et Mike P..
- Mr. Sesame Seed (2004) (Psychopathics From Outer Space Part 2, 2004) : Violent J et Anybody Killa. Chanson produite et mixée par Mike P. et Violent J. Paroles et concept par Violent J, Esham et Anybody Killa.
- Stayin' Alive (2004) (Psychopathics From Outer Space Part 2, 2004) : Anybody Killa. Chanson produite par Violent J et Fritz The Cat.
- Free Studio (2004) (Psychopathics From Outer Space Part 2, 2004) : The Hatchet Family : ICP, Twiztid, Anybody Killa, Esham, Blaze Ya Dead Homie, Jumpsteady et Zug Izland. Voix additionnelles par The Rude Boy et Fritz The Cat.
- Album Pony Down [Prelude] (2005) de Drive-By (Blaze Ya Dead Homie et Anybody Killa)produit en partie par Violent J et Shagyy 2 Dope.
- Let Me Go (2006) :Violent J, Anybody Killa et Breed. Chanson diffusée sur WFuckOffRadio le 9 novembre 2010 mais finalement non mise sur album.
- Kept Grindin (2008) (DJ Clay, Let'em Bleed The Mixxtape Vol.3, 2008) : ICP, Twiztid, Blaze Ya Dead Homie, Anybody Killa, Axe Murder Boyz, Boondox et DJ Clay.
- 3 Evil Wizards (2010) (Blaze Ya Dead Homie, Gang Rags, 2010) : Blaze Ya Dead Homie, Violent J et Anybody Killa.
- Psypher One video (2011) (Psycho Psypher, 2011) : Violent J d'ICP, Jamie Madrox de Twiztid, Anybody Killa et Bootleg de The Dayton Family.
- Psycho Three Video (2011) (Psycho Psypher, 2011) : Violent J, Jamie Madrox, Cold 187um, Blaze Ya Dead Homie, Anybody Killa, Monoxide Child, Shaggy 2 Dope et DJ Clay.
- Get Geeked (2011) (American Psycho Tour EP, 2011) : ICP et Twiztid.
- 2012 : Psycho Four Video (Psycho Psypher, 2012) : ICP, The R.O.C., Legz Diamond, Cold 187um, ABK, Blaze Ya Dead Homie, Doe Dubbla et Twiztid.

## Vidéographie

### Clips
- Hey Y'all (2004) (Dirty History, 2004).
- Put My Life On It (2004) (Dirty History, 2004).
- Party At The Liquid Store (2004) (Dirty History, 2004).
- Stick And Move (2004) (Dirty History, 2004).
- Frind 2 The Flow (2008) (Mudface, 2008).
- Last Chance (2011) (Medicine Bag, 2010).
- Nervous (2011) (Medicine Bag, 2010).
- I'm Comin' Swingin'  (2011) (Medicine Bag, 2010).
- Peace Pipe (2013) (Medicine Bag version verte, 2010).
- Hey Girl (2013) (Medicine Bag, 2010).
- Christine (2015) (Black Halloween 2006, 2006) : Anybody Killa, Strict 9 et Flagrant.

### Clips d'autres artistes
- Kept Grindin' (2008) (DJ Clay, Let 'Em Bleed : The Mixxtape, Vol. 3, 2008) : Chanson avec les artistes de Psychopathic Records dont Twiztid et ICP.
- Bad Bad Man (2010) (clip et chanson apparaissant sur la chaine de youtube officielle de Psychopathic Records, 2010) : Chanson dédiée au fils de Violent J, Violent JJ. Le clip fait apparaître tous les artistes du label dont Anybody Killa.
- Psypher One video (2011) (Psycho Psypher, 2011) : Violent J d'ICP, Jamie Madrox de Twiztid, Anybody Killa et Bootleg de The Dayton Family.
- Psycho Three Video (2011) (Psycho Psypher, 2011) : Violent J, Jamie Madrox, Cold 187um, Blaze Ya Dead Homie, Anybody Killa, Monoxide Child, Shaggy 2 Dope et DJ Clay.
- 2012 : Psycho Four Video (Psycho Psypher, 2012) : ICP, The R.O.C., Legz Diamond, Cold 187um, ABK, Blaze Ya Dead Homie, Doe Dubbla et Twiztid.
- When I'm Clownin'  (Kuma remix) (2013) : ICP, Boondox et Danny Brown.

## Filmographie
- 2005 : Road Fools : Le mini-album Road Fools d'Anybody Killa contient un DVD. On peut y voir des extraits live d'Anybody Killa à The Gathering of the Juggalos 2004 mais également Violent J, Esham...
- 2005 : The Purple Show : La vidéo sur le show web réalisé par Twiztid et diffusé sur leur site Twiztid.com. On peut y voir Twiztid, Blaze Ya Dead Homie, Esham, AnyBody Killa, ICP...
- 2010 : Big Money Rustlas : Une comédie qui est la suite de Big Money Hustlas qui se déroule dans le passé à l'époque du Far West, également réalisé par Paul Andresen. Les invités sont aussi nombreux (Twiztid, Blaze Ya Dead Homie, Jumpsteady, Anybody Killa, Jason Mewes, Mark Jury...).